# Harim Quezada
Harim Enrique Quezada Gámez (ur. 17 października 1997 w Chuaquenum) – gwatemalski piłkarz występujący na pozycji napastnika, reprezentant Gwatemali, od 2023 roku zawodnik Xelajú MC.

## Kariera klubowa
Quezada pochodzi ze wsi Chuaquenum, nieopodal miasta Joyabaj w departamencie Quiché. Jest wychowankiem trzecioligowego zespołu Quiché FC, z którym w 2018 roku awansował do drugiej ligi. Na pierwszoligowym zapleczu notował świetne występy: w 40 meczach strzelił 13 goli i zanotował 22 asysty oraz był powoływany do reprezentacji olimpijskiej. W maju 2019 został piłkarzem krajowego giganta, stołecznego CSD Municipal, z którym podpisał czteroletnią umowę, z klauzulą odejścia w wysokości miliona quetzali (najwyższą w lidze; w przeliczeniu ok. 130 tysięcy dolarów). W gwatemalskiej Liga Nacional zadebiutował 27 lipca 2019 w zremisowanym 0:0 spotkaniu z Xelajú MC. Wywalczył z Municipalem mistrzostwo Gwatemali (Apertura 2019), lecz był wyłącznie rezerwowym.
W styczniu 2020 Quezada został wypożyczony do niżej notowanego Deportivo Iztapa. Tam 26 stycznia 2020 w wygranym 1:0 meczu z Malacateco strzelił premierowego gola w najwyższej klasie rozgrywkowej. Zanotował tam udany pobyt, po czym w lipcu 2020 udał się na kolejne wypożyczenie – do Cobán Imperial. W lutym 2021 ogłoszono jego powrót do Municipalu.

## Kariera reprezentacyjna
W lipcu 2019 Quezada został powołany przez Éricka Gonzáleza do reprezentacji Gwatemali U-23 na środkowoamerykańskie preeliminacje do igrzysk olimpijskich w Tokio. Tam wystąpił w dwumeczu z Kostaryką (0:3, 2:0), po którym jego drużyna odpadła z rozgrywek.
W seniorskiej reprezentacji Gwatemali Quezada zadebiutował za kadencji selekcjonera Amariniego Villatoro, 4 marca 2020 w przegranym 0:2 meczu towarzyskim z Panamą.